# Communauté rurale de Niani Toucouleur
La communauté rurale de Niani Toucouleur est une communauté rurale du Sénégal située à l'est du pays. 
Elle fait partie de l'arrondissement de Makacolibantang, du département de Tambacounda et de la région de Tambacounda.